# استفانو بننی
استفانو بننی (به ایتالیایی: Stefano Benni) (متولد ۱۹۴۷ در بولونیا) نویسنده، شاعر و روزنامه‌نگار ایتالیایی است.

## فعالیت حرفه‌ای
استفانو بننی نوشتن را با روزنامه‌نگاری آغاز کرد. اولین مطالبش در روزنامه ایل مانیفستو و مجله پانوراما به چاپ رسید.
وی اولین کتاب خود، کافه ورزش، را در ۱۹۷۶ به انتشار رساند.

### سبک
نثر ساده و روان، حضور پررنگ راوی، دغدغه‌های هستی‌شناسانه در کنار نوعی داستان‌گویی مینیمالیستی، و طنز و شیطنت‌های زبانی را می‌توان بخشی از ویژگی‌های مشترک آثار داستانی ایتالیا دانست و همه این‌ها به نحوی در آثار استفانو بنی نیز به چشم می‌خورد. بنی که در ایران بیش از همه با کافه زیر دریا شناخته شده‌است به فرم، روایت در روایت، ساخت‌های تجربی و تأکید بر عمل روایت اهمیت می‌دهد و از این‌رو می‌توان سبک او را تجلی ویژگی‌های شاخص ادبیات ایتالیایی دانست.

## کتابشناسی

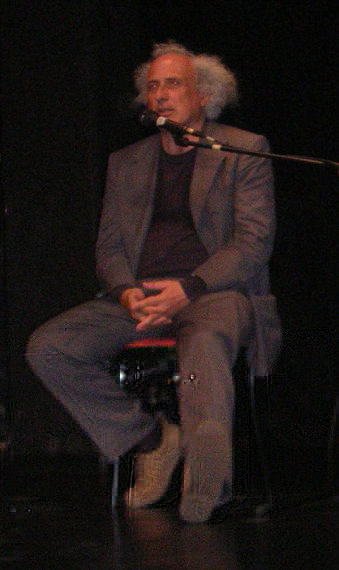

### رمان
- زمین ۱۹۸۳
- حیوانات شگفت‌انگیز سرزمین غرایب ۱۹۸۴
- جنگجویان مضحک ترسیده ۱۹۸۶
- بائول ۱۹۹۰
- الیانتو ۱۹۹۶

### مجموعه داستان کوتاه
- کافه زیر دریا ۱۹۸۶
- واپسین اشک ۱۹۹۴

### شعر
- دیر یا زود عشق سرمی‌رسد ۱۹۸۱
- گروه لاجوردی‌ها ۱۹۹۲